# Tiger Tateishi
Tiger Tateishi (タイガー立石, 1941-1998) est un dessinateur japonais de mangas.